# Ruggiero Ricci
Ruggiero Ricci (San Bruno, San Francisco Bay Area 1918. július 24. – Palm Springs, Kalifornia, 2012. augusztus 6.) olasz–amerikai hegedűvirtuóz, akit Niccolò Paganini után „a 20. század Paganinije” néven tiszteltek.

## Élete
Amerikába emigrált, generációk óta zenészeket termő olasz család hatodik gyermekeként, a San Francisco-öbölben, San Brunóban látta meg a napvilágot. Csodagyerekként, 10 éves korában, San Franciscóban Felix Mendelssohn Bartholdy hegedűre és zenekarra írt Concertójával mutatkozott be a nagyközönségnek. Első tanárai L. Persinger és Georg Kulenkampff voltak.

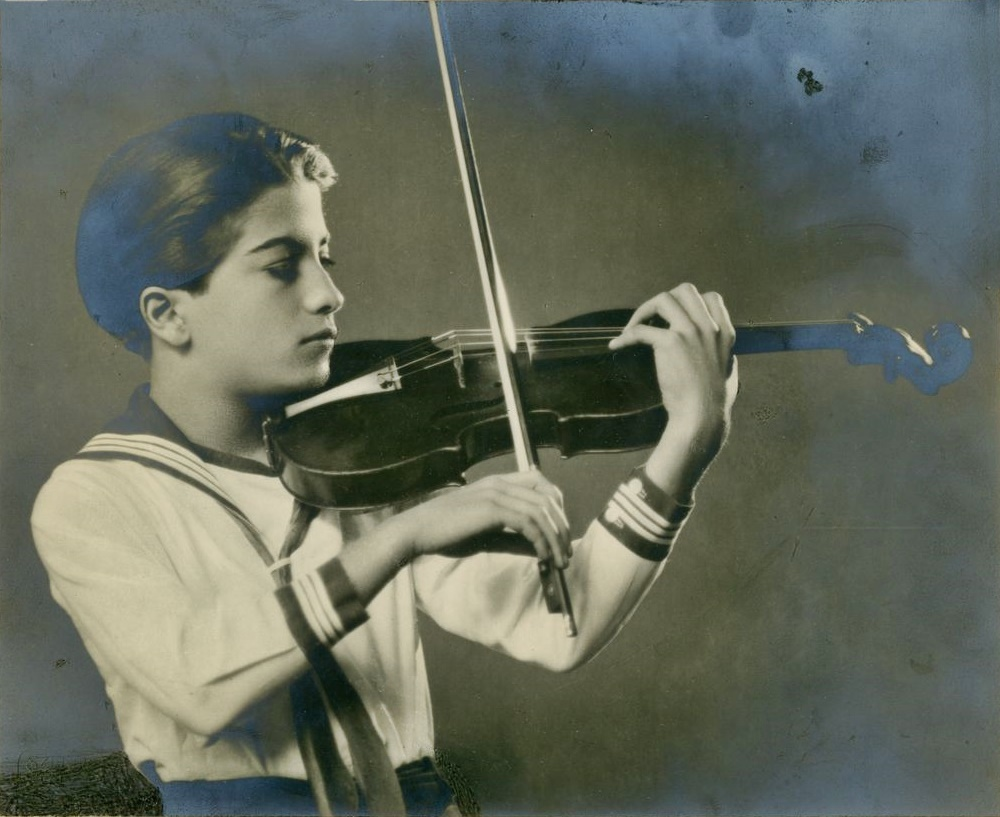
A 14 éves csodahegedűs, Székely Aladár felvétele, 1932

Hamar felívelő karrierje 1929-ben, a New York-i Carnegie Hallban, majd az Egyesült Államok és Európa minden jelentősebb zenei helyszínén folytatódott. 1934-ben londoni, bécsi, firenzei és berlini bemutatkozó turnéja után hazatért. A második világháborúban belépett az USA hadserégbe, de ott is főként művészetével szolgálta Amerikát.
1946-tól visszatért a hangversenyezéshez, az egész világot elbűvölte főként Paganini műveinek utolérhetetlen interpretálásával. Virtuóz adottságai párosultak szokatlan technikájával. 1970-től mesterkurzusokat tartott hihetetlen csillogó játékából az egész világon. Később az Indianai Egyetemen, majd a New York-i Juilliard Schoolon oktatott. 1989 és 2002 között a salzburgi Mozarteum Egyetem vendégprofesszora volt.
1984 tavaszán a budapesti Zeneakadémia Nagytermében több hangversenyt is adott, részben szólóműveket, részben pedig kamaradarabokat interpretálva, Rados Ferenc közreműködésével. Ekkor Ricci, a kamaratárs kiforrott és perfekcionista játékától fellelkesedve, felkérte Radost állandó kísérőjéül, ám a magyar zongoraművész visszautasította. Ennek hátterében – sejthetően – nem Ricci tudásának lebecsülése, hanem sokkal inkább az állhatott, hogy Rados az itthoni állandó tanítványait, már csak hivatástudatból sem áldozta volna föl egy nemzetközi koncertkarrier érdekében.
1988. április 16-20. között a Giuseppe Guarneri del Gesù által készített, il Cannone (az Ágyú) nevű hangszerével lemezre vette Niccolò Paganini 24 capriccióját.
2012-ben, Palm Springs-i otthonában érte a halál, 94 éves korában.

### Magyar tanítványai
- Szabadi Vilmos (1983–85)
- Soltész Ágnes (1993–95)
- Ábrahám Márta (1996–98)
- Ifj. Horváth Béla (2003–2005)
- Csányi Attila  (1998-2002)

## Külső hivatkozások
- Hivatalos honlapja
- Összes felvétele
- youtube.com - 12 évesen
- youtube.com - Firenzei Maggio Musicale, 1985

## Bibliográfia
- Boris Schwarz, Ruggiero Ricci, in Great Masters of the Violin: From Corelli and Vivaldi to Stern, Zukerman and Perlman, London, Robert Hale, 1983, 533-537. o. (angolul)
- Ruggiero Ricci, Left Hand Technique, New York, G. Schirmer, 1988 (angolul)
- Henry Roth, Ruggiero Ricci, in Violin Virtuosos, From Paganini to the 21st Century, Los Angeles, California Classics Books, 1997, 168-173. o. (angolul)
- Ruggiero Ricci, Lettera ai giovani violinisti, in Philippe Borer (a cura di), La pagina e l’archetto: Bibliografia violinistica storico-tecnica e studi effettuati su Niccolò Paganini, Genova, Comune di Genova, 2003, 11-14. o. (olaszul)
- Ruggiero Ricci-Gregory H. Zayia (ed.), Ricci on Glissando: The Shortcut to Violin Technique, Bloomington, Indiana University Press, 2007 (angolul)
- Jean-Michel Molkhou, Ruggiero Ricci, in Les grands violonistes du XXe siècle. Tome 1- De Kreisler à Kremer, 1875-1947, Párizs, Buchet Chastel, 2011, 191-195. o. (franciául)
- Paolo Cecchinelli, Ruggiero Ricci in memoriam, in «A tutto arco» (rivista ufficiale di ESTA Italia-European String Teachers Association), anno VI, numero 10, 2012, 8-17. o. (olaszul)

## Fordítás
- Ez a szócikk részben vagy egészben  a   Ruggiro Ricci című olasz Wikipédia-szócikk ezen változatának fordításán alapul.  Az eredeti cikk szerkesztőit annak laptörténete sorolja fel. Ez a jelzés csupán a megfogalmazás eredetét és a szerzői jogokat jelzi, nem szolgál a cikkben szereplő információk forrásmegjelöléseként.